# Újszentmargita
Újszentmargita es un pueblo húngaro perteneciente al distrito de Balmazújváros en el condado de Hajdú-Bihar, con una población en 2012 de 1399 habitantes.
Se conoce la existencia de la localidad desde la Edad Media. Su nombre hace referencia a Santa Margarita.
Se ubica unos 15 km al noroeste de la capital distrital Balmazújváros, cerca de la orilla oriental del río Tisza y en el límite con el condado de Borsod-Abaúj-Zemplén.